# Копилов Василь Данилович
Василь Данилович Копилов (15 червня 1921 — 1 квітня 1966) — командир мотострілецького відділення 178-ї танкової бригади (10-й танковий корпус, 40-а армія, Воронезький фронт), сержант, Герой Радянського Союзу (1944).

## Біографія
Василь Данилович Копилов народився 15 червня 1921 року в селі Мраково Кугарчинського району Башкортостану в селянській родині. Закінчив 6 класів. Працював бухгалтером в Зілаїрському зернорадгоспі (Башкортостан).
Призваний в Червону Армію в листопаді 1939 року Баймакським райвійськкоматом Башкирської АРСР. У боях Другої світової війни з серпня 1941 року. Воював на Західному, Південно-Західному, Воронезькому фронтах. Був поранений.
Командир мотострілецького відділення 178-ї танкової бригади (10-й танковий корпус, 40-а армія, Воронезький фронт) комсомолець сержант Копилов В. Д. особливо відзначився при форсуванні річки Дніпро.
Після війни Копилов В. Д. демобілізований. Жив і працював у місті Челябінську. Помер 1 квітня 1966 року. Похований у Челябінську на Успенському (Цинковому) кладовищі.

## Подвиг
«23 вересня 1943 року В. Д. Копилов у числі перших уплав подолав Дніпро біля українського хутора Монастирок (нині в межі селища міського типу Ржищів Кагарлицького району Київської області). Підрозділ, в якому перебував відважний командир відділення, за дві доби відбив три атаки противника. Проти жменьки радянських бійців гітлерівцями було кинуто чотири танки, дві штурмових гармати і до батальйону піхоти. Одне штурмове знаряддя особисто знищив сержант Василь Копилов. На полі бою залишилося сімдесят два поранених і сорок сім убитих нацистів».
Указом Президії Верховної Ради СРСР від 10 січня 1944 року за зразкове виконання завдань командування і проявлені мужність і героїзм у боях з німецько-фашистськими загарбниками сержантові Копилову Василю Даниловичу присвоєно звання Героя Радянського Союзу з врученням ордена Леніна і медалі «Золота Зірка» (№ 2356).

## Нагороди
- Медаль «Золота Зірка» Героя Радянського Союзу (10.01.1944);
- орден Леніна (10.01.1944);
- орден Червоної Зірки (27.07.1943);
- медалі.

## Пам'ять
- На честь Героя Радянського Союзу Копилова Василя Даниловича названо вулицю у мікрорайоні Молодіжному села Мраково Республіки Башкортостан.